# Tillandsia utriculata
El curugey de Cuba (Tillandsia utriculata) es una especie de planta epífita dentro del género  Tillandsia, perteneciente a la  familia de las bromeliáceas. Es originaria de América.

## Descripción
Son plantas acaulescentes, que alcanzan un tamaño de hasta 120 (–200) cm de alto. Hojas de 40–100 cm de largo; vainas 8–10 cm de ancho, aplicado-lepidotas, cafés a café pálidas; láminas triangulares, 2–7 cm de ancho, indumento pálido-lepidoto adpreso. Escapo casi tan largo como las hojas, brácteas inferiores subfoliáceas, las superiores muy reducidas y frecuentemente más cortas que los entrenudos o de la misma longitud; inflorescencia 2 o 3-pinnado compuesta, brácteas primarias vaginiformes, 2–3 cm de largo, mucho más cortas que las espigas; espigas 16–34 (–53) cm de largo, con 6–14 flores erectas, adpresas, brácteas florales 1.5–1.9 cm de largo, más cortas que los sépalos, ecarinadas, nervadas, glabras (glabrescentes), subcoriáceas a cartáceas, flores sésiles; sépalos 1.4–1.9 cm de largo, ecarinados, libres o cortamente connados; pétalos blancos. Los frutos son cápsulas 4.5–5 cm de largo.

## Distribución y hábitat
Se encuentra frecuente en bosques siempreverdes húmedos y muy húmedos, en las zonas norcentral y pacífica; a una altitud de 0–1000 (–1200) metros; fl mar–sep, fr casi todo el año; desde Estados Unidos (Florida), noreste de México a Venezuela y en las Antillas.

## Taxonomía
Tillandsia utriculata fue descrita por Carlos Linneo y publicado en Species Plantarum 1: 286. 1753.
Etimología
Tillandsia: nombre genérico que fue nombrado por Carlos Linneo en 1738 en honor al médico y botánico finlandés Dr. Elias Tillandz (originalmente Tillander) (1640-1693).
utriculata: epíteto latíno que significa "con vejigas"
Variedad aceptada
- Tillandsia utriculata subsp. pringlei (S.Watson) C.S.Gardner

Sinonimia
- Allardtia potockii Antoine
- Anoplophytum flexuosum var. pallidum (Lindl.) Beer
- Platystachys ehrenbergiana K.Koch ex Hemsl.
- Platystachys ehrenbergii K.Koch
- Platystachys utriculata (L.) Beer
- Tillandsia bartramii Nutt.
- Tillandsia brevibracteata Baker
- Tillandsia ehrenbergiana Hemsl.
- Tillandsia ehrenbergii (K.Koch) Klotzsch ex Mez
- Tillandsia flexuosa var. pallida Lindl.
- Tillandsia lingulata W.Bartram
- Tillandsia nuttalliana Schult. & Schult.f.
- Tillandsia ramosa Bello
- Tillandsia ramosa Sweet
- Tillandsia ramosa var. cingstuniensis E.H.L.Krause
- Tillandsia sintenisii Baker
- Tillandsia utriculata subsp. utriculata
- Tillandsia utriculata f. variegata H.Luther
- Vriesea ramosa Beer
- Vriesea utriculata (L.) Regel[12][13]